# Interno di chiesa
Interno di chiesa è un dipinto di un seguace di Bartholomeus van Bassen. Eseguito probabilmente nel 1644, è conservato nella National Gallery di Londra.

## Descrizione
Si tratta di un interno di chiesa non identificata.

## Attribuzione
Il dipinto era ritenuto opera di Pieter Neeffs il vecchio: sulla lapide sopra la tomba a destra è infatti riportata la sua firma, datata 1644. L'iscrizione è tuttavia posticcia e non vi è compatibilità di stile con altre opere del medesimo autore; di conseguenza di preferisce attribuire l'opera a un seguace di van Bassen, il più noto pittore di interni di chiese dell'epoca. Non è tuttavia da escludere che la data sia errata o falsificata.